# Palacio de Justicia de Cuzco
El Palacio de Justicia del Cusco es la sede principal de la Corte Superior de Justicia del Cusco. Se encuentra ubicado en el centro histórico de Cusco frente a la Avenida El Sol.

## Historia
El edificio se levanta en el terreno donde antiguamente estuvo ubicado el Amarucancha, sede de la familia real del inca Huayna Cápac. Originalmente, este solar tenía frente hacia la Plaza de Armas y comprendía los terrenos donde hoy se levantan la Iglesia de la Compañía de Jesús y el Paraninfo de la Universidad Nacional San Antonio Abad del Cusco. En el siglo XVI, cuando se dio la repartición de solares luego de la fundación española del Cusco, este solar fue adjudicado a Hernando Pizarro, hermano del fundador Francisco Pizarro.
Durante la colonia, los terrenos que no fueron entregados a los jesuitas ni a la universidad fueron usados como cárcel e incluso se retuvo ahí a Tupac Amaru II en el siglo XVIII. La existencia de esta cárcel dio lugar a la calle Afligidos en las que aún se puede apreciar el portón de la prisión frente a la calle Pampa del Castillo siendo que el "castillo" al que hace referencia dicho nombre era, precisamente, la cárcel.
Durante la república se mantuvo el uso del local como cárcel hasta el año 1950 cuando un terremoto destruyó gran parte de la edificación. En los años anteriores, la Corte Superior de Justicia del Cusco funcionaba en el Colegio de San Bernardo ubicada en la calle San Bernardo.
El 14 de junio de 1952, durante el gobierno del general Manuel A. Odría, el Estado Peruano aprobó el presupuesto para la construcción del Palacio de Justicia en los terrenos en los que se que había levantado la cárcel. La buena pro de la construcción se entregó al Consorcio Monge y Cía. Constructores S.A. del ex diputado cusqueño Juvenal Monge. La construcción, impulsada por el gobierno odriísta, demoró cinco años y el 4 de julio de 1957, el Presidente de la República Manuel Prado Ugarteche inauguró el edificio.